# Aurélien Boisvert
Pour les articles homonymes, voir Boisvert.
Aurélien Boisvert (né en 1927 et mort le 3 mai 2021,) est un historien et un notaire canadien. Il a fait son cours classique à Terrebonne et des études de droit à l'Université de Montréal. Depuis sa retraite, il a écrit plusieurs livres sur la Nouvelle-France.

## Ouvrages publiés
- Aperçu des mœurs et coutumes des Agniers au XVIIe siècle, 1991
- Histoire du Montréal, 1640-1672, 1992
- Une vallée de la mort attendait les Français
- Prisonniers des Agniers, 1994
- Nation iroquoise, 1996
- Voyage chez les Onnontagués, 1998
- Monsieur Duplessis a-t-il eu la tête de Mgr Charbonneau ?, 1999
- Dollard, ses compagnons et ses alliés

## Honneurs
- 2006 : Prix Percy-W.-Foy